# جیسون وینگرین
جیسون وینگرین (انگلیسی: Jason Wingreen؛ ۹ اکتبر ۱۹۲۰ – ۲۵ دسامبر ۲۰۱۵) بازیگر اهل ایالات متحده آمریکا بود. وی بین سال‌های ۱۹۵۵ تا ۱۹۹۴ میلادی فعالیت می‌کرد.
از فیلم‌ها یا برنامه‌های تلویزیونی که وی در آن نقش داشته‌است می‌توان به مارلو و همگی در خانواده اشاره کرد.